# Same As It Never Was
«Same As It Never Was» (с англ. — «То, чего никогда не было») — двадцать первый эпизод третьего сезона мультсериала «Черепашки-ниндзя» (2003). Выход в эфир состоялся 19 марта 2005 года.

## Сюжет
Донателло общается с Эйприл по видеосвязи. Внезапно в убежище черепах появляется портал, из которого выходят Драко и сын Даймё, слившиеся воедино. Желая отомстить, они разбрасывают черепах и учителя Сплинтера во времени и пространстве.
Донателло попадает в альтернативную вселенную на 30 лет вперёд, где Шреддер правит на Земле. Дом и склад разрушены, однако цел только Тоннелер. Дон выходит на улицу, и его встречает отряд Фут-Гестапо. Он готов дать бой, но первым на полицейских нападает неизвестный и побеждает их. Это оказывается Микеланджело, у которого нет левой руки. Он рассказывает, что Донателло не было около 30 лет, и ведёт его по антиутопичному Нью-Йорку. Когда они бежали в парке, Донателло стал исчезать из реальности, но всё же остался в ней. Майки приводит его на могилу учителя Сплинтера, и Дон решает положить конец правлению Шреддера.
Вместе они приходят на базу повстанцев, которых возглавляет Эйприл. Она рада возвращению Дона и говорит, что Кейси тоже погиб. Там же Дон встречает Хана и Бакстера Стокмана, соединённых в одно тело Шреддером. Они перешли на сторону повстанцев после того, как 5 лет назад их спасли от казни. Донателло просит Эйприл позвать Лео и Рафа, которые серьёзно разругались после смерти Сплинтера. Тем временем во дворце Шреддера, Караи сообщает отцу, что Донателло вернулся. Леонардо и Рафаэль без левого глаза пришли на сбор, и между ними снова возник конфликт, но Донателло быстро разрешил его и рассказал братьям план атаки. Стокман предупредил, что у Шреддера новый прочный экзоскелет.
На Тоннелере черепахи, Эйприл, Хан и Стокман пробрались в дворец Шреддера. Дон также надел экзоскелет, переделанный из Караи-Бота. Лео, Майки, Раф и Эйприл сражаются с ботами, чтобы выиграть время для Дона. Хан внезапно решает вернуться на службу к Шреддеру. Стокман пытается его остановить, но не может. Шреддер не принимает их обратно и убивает предателей. Боты убивают Микеланджело. Караи вонзает меч в спину Леонардо, а затем убивает Рафаэля. В месть, Эйприл взрывает Караи из базуки. Донателло заманивает Шреддера поближе к Тоннелеру и заковывает злодея в цепи, уничтожая с помощью машины. 
После победы над Шреддером Дон переживает из-за смерти братьев и снова начинает исчезать. Эйприл успевает поблагодарить его, и он пропадает.

## Роли озвучивали
- Сэм Ригель — Донателло
- Майкл Синтерниклаас[англ.] — Леонардо
- Грег Эбби[англ.] — Рафаэль
- Уэйн Грэйсон[англ.] — Микеланджело
- Даррен Данстан[англ.] — Учитель Сплинтер
- Вероника Тейлор — Эйприл О’Нил
- Грег Кэри[англ.] — Хан
- Скотт Уилльямс — Бакстер Стокман
- Карен Нейл — Караи
- Скотти Рэй — Шреддер
- Марк Томпсон — Супер-Драко (Драко)
- Тед Льюис — Супер-Драко (Великий Ниндзя)

## Трансляция и отзывы
Эпизод вышел 19 марта 2005 года. Когда мультсериал повторно транслировался на Cartoon Network, эта серия не была показана из-за излишней жестокости.
В начале ноября 2020 года сайт CBR опубликовал статью о лучших и худших эпизодах всех мультсериалов про Черепашек-ниндзя, в которой серия «Same As It Never Was» заняла 6 место как лучший эпизод в своём шоу. Марк Пеллегрини из AIPT также назвал серию одной из лучших в мультсериале. В своём обзоре он хвалил сценариста и хотел бы, чтобы эпизод «Same As It Never Was» был в 2 частях. В заключении он отметил, что серия «является жизненно важной прелюдией к завершению третьего сезона». Сайт Screen Rant поставил эпизод на 1 место в топе 10 лучших серий мультсериала по версии IMDb.